# Wólka Suszańska
Wólka Suszańska  (1946 Młyniwka, ukr. Млинівка)  – dawna wieś na Ukrainie na obszarze dzisiejszego rejonu radziechowskiego w obwodzie lwowskim. Leżała między Płowem a Józefowem.
Pod koniec XIX wieku była zamieszkała przez Rusinów, Polaków, Niemców i Żydów.
W II Rzeczypospolitej do 1934 roku wieś stanowiła samodzielną gminę jednostkową w powiecie radziechowskim w woj. tarnopolskim. W związku z reformą scaleniową została 1 sierpnia 1934 roku włączona do nowo utworzonej wiejskiej gminy zbiorowej Witków Nowy w tymże powiecie i województwie. Po wojnie wieś weszła w struktury administracyjne Związku Radzieckiego.